# 영행렬
선형대수학에서 영행렬(영어: zero matrix, null matrix)은 모든 성분이 0인 행렬이다.:25 행렬의 덧셈의 항등원을 이룬다.

## 정의
환 {\displaystyle R} 위의 {\displaystyle m\times n} 영행렬은 다음과 같은 {\displaystyle m\times n} 행렬이다.
{\displaystyle 0_{m\times n}={\begin{pmatrix}0&0&\cdots &0\\0&0&\cdots &0\\\vdots &\vdots &&\vdots \\0&0&\cdots &0\end{pmatrix}}_{m\times n}}
즉, 모든 성분이 환 {\displaystyle R}의 덧셈 항등원 {\displaystyle 0\in R}인 {\displaystyle m\times n} 행렬이다. 예를 들어, 2×3 및 4×4 영행렬은 각각 다음과 같다.
{\displaystyle {\begin{pmatrix}0&0&0\\0&0&0\end{pmatrix}}}
{\displaystyle {\begin{pmatrix}0&0&0&0\\0&0&0&0\\0&0&0&0\\0&0&0&0\end{pmatrix}}}

## 성질
환 {\displaystyle R} 위의 임의의 {\displaystyle m\times n} 행렬 {\displaystyle A}에 대하여, 다음 항등식들이 성립한다.
{\displaystyle A+0_{m\times n}=0_{m\times n}+A=A}
{\displaystyle 0_{m\times m}A=A0_{n\times n}=0_{m\times n}}
즉,
- {\displaystyle m\times n} 영행렬은 행렬 공간 {\displaystyle \operatorname {Mat} (m,n;R)}의 덧셈 항등원이다.
- 임의의 행렬에 영행렬을 곱하면 영행렬이 된다.

## 같이 보기
- 단위행렬